# Campeonato de la SAFF 2013
El Campeonato de la SAFF 2013 fue la décima edición del Campeonato de la SAFF, torneo de fútbol a nivel de selecciones nacionales organizado por la Federación de fútbol del Sur de Asia (SAFF). Se llevó a cabo en la ciudad de Katmandú, en Nepal, y contó con la participación de 8 seleccionados nacionales masculinos.
Afganistán se consagró en el certamen por primera vez en su historia, venciendo a India en el partido decisivo y tomándose revancha de la final perdida en la edición previa.

## Sede
Todos los partidos se llevaron a cabo en la ciudad de Katmandú, tal como había ocurrido en la edición de 1997. A diferencia de aquella oportunidad, esta vez fueron dos los estadios que funcionaron como sedes de la competición.
| Katmandú                         | Katmandú         |
| -------------------------------- | ---------------- |
| Distrito de Katmandú (UTC+05:45) |                  |
| Estadio Dasarath Rangasala       | Estadio Halchowk |
| Capacidad: 25 000                | Capacidad: 3 500 |
|                                  |                  |

## Formato
Las 8 selecciones participantes fueron divididas en 2 grupos de 4 equipos cada una. Dentro de cada grupo, las selecciones se enfrentaron bajo el sistema de todos contra todos, a una sola rueda, de manera tal que cada una de ellas disputó tres partidos. Los puntos se computaron a razón de 3 —tres— por partido ganado, 1 —uno— en caso de empate y 0 —cero— por cada derrota.
Las dos selecciones de cada grupo mejor ubicadas en la tabla de posiciones final pasaron a las semifinales. En dicha instancia, el primero de una zona enfrentó al segundo de la otra en un solo partido. Los ganadores se cruzaron en la final, cuyo vencedor se consagró campeón.

## Oficiales
Se seleccionaron 6 árbitros y 9 árbitros asistentes para el certamen.

### Árbitros
| - Tayeb Shamsuzzaman - Pratap Singh - Adham Makhadmeh | - Sudish Pandey - Saleh Al Hethlol - Hettikamkanamge Perera |

### Árbitros asistentes
| - Shirzad Alimaqa - Ugyen Dorji - Ahmad Al Roalle | - Issa Al Amawe - Ahmed Ameez - Naniram Thapa Magar | - Murad Waheed - Abdulaziz Al Asmari - Khalid Al Doghairi |

## Equipos participantes
| Equipos participantes | Equipos participantes | Equipos participantes | Equipos participantes |
| --------------------- | --------------------- | --------------------- | --------------------- |
| Afganistán            | Bután                 | Maldivas              | Pakistán              |
| Bangladés             | India                 | Nepal                 | Sri Lanka             |

### Sorteo
El sorteo de la competición se llevó a cabo en el Hotel Crowne Plaza de la ciudad de Katmandú, el 30 de julio de 2013. En el mismo estuvieron presentes Ganesh Thapa, Presidente de la Asociación de Fútbol de Nepal, Kazi Salahuddin y Alberto Colaco, Presidente y Secretario General de la Federación de fútbol del Sur de Asia respectivamente, y Yubaraj Lama, Secretario del Consejo Nacional de Deportes de Nepal.
A la derecha de cada selección, se marca su posición en la Clasificación mundial de la FIFA al momento del sorteo (correspondiente al mes de julio de 2013).
| Grupo A         | Grupo B          |
| --------------- | ---------------- |
| India (146)     | Afganistán (140) |
| Nepal (169)     | Maldivas (154)   |
| Bangladés (152) | Sri Lanka (171)  |
| Pakistán (167)  | Bután (207)      |

## Fase de grupos
- Los horarios son correspondientes a la hora de Nepal (UTC+5:45).

### Grupo A
| Pos. | Equipo    | Pts. | PJ | G | E | P | GF | GC | Dif. | Clasificación |
| ---- | --------- | ---- | -- | - | - | - | -- | -- | ---- | ------------- |
| 1    | Nepal (H) | 7    | 3  | 2 | 1 | 0 | 5  | 2  | +3   | Semifinales   |
| 2    | India     | 4    | 3  | 1 | 1 | 1 | 3  | 3  | 0    | Semifinales   |
| 3    | Pakistán  | 4    | 3  | 1 | 1 | 1 | 3  | 3  | 0    |               |
| 4    | Bangladés | 1    | 3  | 0 | 1 | 2 | 2  | 5  | −3   |               |

 Fuente: RSSSF
| 31 de agosto de 2013 | Nepal                   | 2:0 (2:0) | Bangladés | Estadio Dasarath Rangasala, Katmandú |                             |
| 18:30 (UTC+5:45)     | Gurung 18' · Khawas 31' |           |           | Árbitro(s): Adham Makhadmeh          | Árbitro(s): Adham Makhadmeh |

| 1 de septiembre de 2013 | India            | 1:0 (1:0) | Pakistán | Estadio Dasarath Rangasala, Katmandú |                                    |
| 18:30 (UTC+5:45)        | Ishaq 14' (a.g.) |           |          | Árbitro(s): Hettikamkanamge Perera   | Árbitro(s): Hettikamkanamge Perera |

| 3 de septiembre de 2013 | Bangladés | 1:1 (0:0) | India         | Estadio Halchowk, Katmandú         |                                    |
| 15:30 (UTC+5:45)        | Meshu 82' |           | Chhetri 90+5' | Árbitro(s): Hettikamkanamge Perera | Árbitro(s): Hettikamkanamge Perera |

| 3 de septiembre de 2013 | Pakistán   | 1:1 (1:0) | Nepal       | Estadio Dasarath Rangasala, Katmandú |                              |
| 18:30 (UTC+5:45)        | Bashir 14' |           | Magar 90+2' | Árbitro(s): Saleh Al Hethlol         | Árbitro(s): Saleh Al Hethlol |

| 5 de septiembre de 2013 | India      | 1:2 (0:0) | Nepal                | Estadio Dasarath Rangasala, Katmandú |                             |
| 15:30 (UTC+5:45)        | Nabi 90+2' |           | Gurung 70' · Rai 81' | Árbitro(s): Adham Makhadmeh          | Árbitro(s): Adham Makhadmeh |

| 5 de septiembre de 2013 | Bangladés | 1:2 (1:1) | Pakistán               | Estadio Halchowk, Katmandú   |                              |
| 15:30 (UTC+5:45)        | Ameli 30' |           | Ishaq 36' · Khan 90+2' | Árbitro(s): Saleh Al Hethlol | Árbitro(s): Saleh Al Hethlol |

### Grupo B
| Pos. | Equipo     | Pts. | PJ | G | E | P | GF | GC | Dif. | Clasificación |
| ---- | ---------- | ---- | -- | - | - | - | -- | -- | ---- | ------------- |
| 1    | Maldivas   | 7    | 3  | 2 | 1 | 0 | 18 | 2  | +16  | Semifinales   |
| 2    | Afganistán | 7    | 3  | 2 | 1 | 0 | 6  | 1  | +5   | Semifinales   |
| 3    | Sri Lanka  | 3    | 3  | 1 | 0 | 2 | 6  | 15 | −9   |               |
| 4    | Bután      | 0    | 3  | 0 | 0 | 3 | 4  | 16 | −12  |               |

 Fuente: RSSSF
| 2 de septiembre de 2013 | Afganistán                             | 3:0 (1:0) | Bután | Estadio Halchowk, Katmandú |                           |
| 15:30 (UTC+5:45)        | Amiri 37' · Azadzoy 76' · Barakzai 88' |           |       | Árbitro(s): Sudish Pandey  | Árbitro(s): Sudish Pandey |

| 2 de septiembre de 2013 | Maldivas                                                                                         | 10:0 (3:0) | Sri Lanka | Estadio Dasarath Rangasala, Katmandú |                                 |
| 18:30 (UTC+5:45)        | Abdulla 5' · Ashfaq 21' (pen.) 45+1' (pen.) 51' 53' 58' 87' · Adhuham 76' · Fasir 83' · Umar 86' |            |           | Árbitro(s): Pratap Singh Patwal      | Árbitro(s): Pratap Singh Patwal |

| 4 de septiembre de 2013 | Sri Lanka        | 1:3 (1:0) | Afganistán                          | Estadio Halchowk, Katmandú |                           |
| 15:30 (UTC+5:45)        | Fazaluzzaman 36' |           | Rafi 62' · Amiri 76' · Barakzai 87' | Árbitro(s): Sudish Pandey  | Árbitro(s): Sudish Pandey |

| 4 de septiembre de 2013 | Bután                              | 2:8 (2:2) | Maldivas                                                        | Estadio Dasarath Rangasala, Katmandú |                                |
| 18:30 (UTC+5:45)        | P. Tshering 25' · C. Gyeltshen 35' |           | Fasir 16' 69' · Umair 45+3' · Ashfaq 48' 51' 76' 79' · Umar 82' | Árbitro(s): Tayeb Shamsuzzaman       | Árbitro(s): Tayeb Shamsuzzaman |

| 6 de septiembre de 2013 | Afganistán | 0:0 | Maldivas | Estadio Dasarath Rangasala, Katmandú |                                |
| 15:30 (UTC+5:45)        |            |     |          | Árbitro(s): Tayeb Shamsuzzaman       | Árbitro(s): Tayeb Shamsuzzaman |

| 6 de septiembre de 2013 | Sri Lanka                                        | 5:2 (3:1) | Bután                        | Estadio Halchowk, Katmandú      |                                 |
| 15:30 (UTC+5:45)        | Izzadeen 19' 26' 50' 90+3' · P. Dorji 32' (a.g.) |           | P. Tshering 45' · Tenzin 58' | Árbitro(s): Pratap Singh Patwal | Árbitro(s): Pratap Singh Patwal |

## Fase de eliminatorias

### Cuadro de desarrollo
|  | Semifinales                | Semifinales |                             |   | Final | Final |
|  |                            |             |                             |   |       |       |
|  | 8 de septiembre – Katmandú |             |                             |   |       |       |
|  |                            |             |                             |   |       |       |
|  | Nepal                      | 0           |                             |   |       |       |
|  | Nepal                      | 0           | 11 de septiembre – Katmandú |   |       |       |
|  | Afganistán                 | 1           |                             |   |       |       |
|  | Afganistán                 | 1           | Afganistán                  | 2 |       |       |
|  | 9 de septiembre – Katmandú |             | Afganistán                  | 2 |       |       |
|  |                            | India       | 0                           |   |       |       |
|  | Maldivas                   | India       | 0                           | 0 |       |       |
|  | Maldivas                   |             |                             | 0 |       |       |
|  | India                      | 1           |                             |   |       |       |
|  | India                      | 1           |                             |   |       |       |

### Semifinales
| 8 de septiembre de 2013 | Nepal | 0:1 (0:1) | Afganistán | Estadio Dasarath Rangasala, Katmandú |                              |
| 18:30 (UTC+5:45)        |       |           | Ahmadi 11' | Árbitro(s): Saleh Al Hethlol         | Árbitro(s): Saleh Al Hethlol |

| 9 de septiembre de 2013 | Maldivas | 0:1 (0:0) | India      | Estadio Dasarath Rangasala, Katmandú |                             |
| 18:30 (UTC+5:45)        |          |           | Mondal 86' | Árbitro(s): Adham Makhadmeh          | Árbitro(s): Adham Makhadmeh |

### Final
| 11 de septiembre de 2013 | Afganistán              | 2:0 (1:0) | India | Estadio Dasarath Rangasala, Katmandú |                                |
| 18:30 (UTC+5:45)         | Azadzoy 9' · Ahmadi 62' |           |       | Árbitro(s): Tayeb Shamsuzzaman       | Árbitro(s): Tayeb Shamsuzzaman |

## Campeón
|                                        |
| Bandera de Afganistán                  |
| Campeón invicto Afganistán 1.er título |

## Estadísticas

### Tabla general
| Pos. | Equipo     | Pts | PJ | PG | PE | PP | GF | GC | Dif. | Rend.  |
| ---- | ---------- | --- | -- | -- | -- | -- | -- | -- | ---- | ------ |
| 1    | Afganistán | 13  | 5  | 4  | 1  | 0  | 9  | 1  | 8    | 86,66% |
| 2    | India      | 7   | 5  | 2  | 1  | 2  | 4  | 5  | –1   | 46,66% |
| 3    | Maldivas   | 7   | 4  | 2  | 1  | 1  | 18 | 3  | 15   | 58,33% |
| 4    | Nepal      | 7   | 4  | 2  | 1  | 1  | 5  | 3  | 2    | 58,33% |
| 5    | Pakistán   | 4   | 3  | 1  | 1  | 1  | 3  | 3  | 0    | 44,44% |
| 6    | Sri Lanka  | 3   | 3  | 1  | 0  | 2  | 6  | 15 | –9   | 33,33% |
| 7    | Bangladés  | 1   | 3  | 0  | 1  | 2  | 2  | 5  | –3   | 11,11% |
| 8    | Bután      | 0   | 3  | 0  | 0  | 3  | 4  | 16 | –12  | 0%     |

### Goleadores
10 goles
- Ali Ashfaq

4 goles
- Mohamed Izzadeen

3 goles
- Ali Fasir

2 goles
- Sandjar Ahmadi
- Zohib Islam Amiri
- Mustafa Azadzoy
- Hashmatullah Barakzai
- Passang Tshering
- Ali Umar
- Anil Gurung

1 gol
- Mohammad Rafi Barakzai
- Jahid Hasan Ameli
- Atiqur Rahman Meshu
- Chencho Gyeltshen
- Sonam Tenzin
- Sunil Chhetri
- Arnab Mondal
- Syed Nabi
- Assadhulla Abdulla
- Hassan Adhuham
- Mohammad Umair
- Bharat Khawas
- Bimal Magar
- Ju Manu Rai
- Hassan Bashir
- Samar Ishaq
- Kalim Ullah
- Mohamed Fazaluzzaman

Autogoles
- Pema Dorji (ante Sri Lanka)
- Samar Ishaq (ante India)

### Jugador Más Valioso
| Jugador         | Selección  |
| --------------- | ---------- |
| Mansur Faqiryar | Afganistán |

### PremioHero MotoCorpal Jugador Más Valioso de la selección local
| Jugador        | Selección |
| -------------- | --------- |
| Rabin Shrestha | Nepal     |

### Premio al Mejor arquero
| Jugador         | Selección  |
| --------------- | ---------- |
| Mansur Faqiryar | Afganistán |

### Mejor Gol del torneo
El Premio Nivia al Mejor Gol del torneo se lo llevó el afgano Zohib Islam Amiri, por su tanto en la victoria 3-1 ante Sri Lanka en la segunda fecha del Grupo B.
| Jugador           | Selección  |
| ----------------- | ---------- |
| Zohib Islam Amiri | Afganistán |

### Premio al Juego Limpio
| Selección |
| --------- |
| Nepal     |

### Premios monetarios
Estos fueron los premios monetarios a los cuatro mejores equipos del torneo:
| Lugar          | Premio ($) |
| Campeón        | $50 000    |
| -------------- | ---------- |
| Finalista      | $25 000    |
| Semifinalistas | $10 000    |